# Seznam brazilskih slikarjev
Seznam brazilskih slikarjev.

## A
- Tarsila do Amaral (1886-1973)
- Pedro Américo (1843-1905)

## B
- Antoni Maciej Babinski
- Maria Bonomi (1935) (grafičarka)
- Raul Bopp
- Romero Britto (1963)

## C
- Benedito Calixto (1853-1927)
- Iberê Camargo
- Sergio de Camargo (1930-1990) (kipar in izdelovalec reliefov)
- (Emiliano) Di Cavalcanti (1897-1976)
- Lygia Clark  (1920-1988)

## L
- Jorge de Lima

## M
- Anita Malfatti (1889-1964)
- Cecília Meireles (1832-1903)

## O
- Hélio Oiticica (1937–1980)

## P
- Juan León Pallière (brazil.-franc.)
- Lygia Pape
- Karl Ernst Papf
- Cândido Portinari (1903-1962)

## S
- Lasar Segall (nem.-brazil.)

## V
- Maria Elena Vieira da Silva (1908 - ?) (portugalsko-brazilska)
- Alfredo Volpi (1896-1988)